# Geuzenbond (cultuurvereniging)
De Geuzenbond was een Vlaamse liberale cultuurvereniging en drukkingsgroep die in 1872 werd opgericht. De organisatie was vooral actief in Antwerpen, Gent en Brussel.

## Geschiedenis
De Geuzenbond werd op 1 april 1872, tijdens een herdenking van de Inname van De Briel te Antwerpen, opgericht door Julius de Geyter, August Michiels en Ferdinand van der Taelen. De organisatie werd in de eerste plaats opgericht als een cultuurvereniging voor liberale Vlamingen maar functioneerde ook als Vlaamsgezinde drukkingsgroep binnen de Liberale Partij, die bij de Franse partijtop lobbyde ten voordele van de Vlaamse Zaak. De Geuzenbond had afdelingen in Antwerpen, Gent en Brussel en had daarnaast ook nog een aparte literatuurvereniging, genaamd de Antwerpsche Vrijheidsvrienden.
Het programma van de vereniging was Vlaamsgezind, Groot-Nederlands, antiklerikaal, radicaal liberaal en democratisch. De Geuzenbond eiste dat in Vlaanderen de ambtelijke taal het Nederlands werd en dat het Nederlands ook onderwezen werd in Wallonië. Daarnaast streefde de vereniging ook voor "een de vereniging van Noord en Zuid", zowel binnen de Nederlanden als binnen België. In tegenstelling tot de Meetingpartij, was de Geuzenbond niet separatistisch. Nadat de Geyter kort na de oprichting al uit de vereniging terugtrok, stelde de Geuzenbond zich voortaan minder radicaal op in haar Groot-Nederlandisme en flamingantisme. Hierdoor konden ook Franskiljons lid worden.
Gedurende haar 13-jarige bestaan presenteerde de Geuzenbond zich als een uitverkoren voorhoede, die het volk geestelijk en materieel kon ontvoogden. De Geuzenbond was opmerkelijk antiklerikaal voor haar tijd en verpakte haar antiklerikale kritieken in een nationalistisch discours. De vereniging onderstreepte steeds de tegenstelling tussen "geuzen", vrijzinnigen, en "papen", katholieken. Politieke geestelijken werden als leden van de Inquisitie en landverraders gedoopt. Dit maakte de Geuzenbond niet populair bij veel katholieke Vlamingen.
De Geuzenbond was in Antwerpen, naast de Liberale Associatie en de Liberale Vlaamsche Bond, de derde liberale vereniging en werkte met deze twee samen om te lobbyen voor de verkiezingen. Door deze samenwerking kende de drie verenigingen kenden een grote overlap en veel de leden waren ook stemgerechtigd binnen de andere twee verenigingen. Toen het bestuur van de Geuzenbond in 1885 hiertegen optrad en deze leden hun stemrecht afnam, verloor de vereniging een groot deel van haar leden. Dit en het feit dat de organisatie ook steeds meer onder druk kwam te staan van haar progressie concurrentie, zorgde er voor dat de Geuzenbond in 1891 samensmolt met het Verbond der Vooruitstrevende Kringen.